# رومان ارمنکو
رومان ارمنکو (روسی: Роман Алексеевич Ерёменко؛ زادهٔ ۱۹ مارس ۱۹۸۷) بازیکن فوتبال اهل فنلاند است.
از باشگاه‌هایی که در آن بازی کرده‌است می‌توان به باشگاه فوتبال روستوف، باشگاه فوتبال زسکا مسکو، باشگاه فوتبال اسپارتاک مسکو، باشگاه فوتبال دینامو کی‌یف، باشگاه فوتبال روبین کازان، باشگاه فوتبال روبور سیه‌نا، و باشگاه فوتبال اودینزه اشاره کرد.
وی همچنین در تیم‌های ملی فوتبال زیر ۲۱ سال فنلاند و فنلاند بازی کرده‌است.